# Премія Рея Бредбері
Премія Рея Бредбері (англ. Ray Bradbury Award) — нагорода, яку присуджує Американське товариство письменників-фантастів за найкращий сценарій. Носить ім'я одого з найвідоміших американських письменників-фантастів Рея Бредбері.
Вперше нагороду вручили 1992 року за сценарій до фільму «Термінатор 2: Судний день». До 2008 року премія надавали ще двічі. Починаючи з 2009 року премію Рея Бредбері вручають регулярно в рамках премії «Неб'юла», після скасування премії «Неб'юла» за найкращий сценарій.

## Переможці та номінанти
| Рік  | Переможець | Інші номінанти |
| ---- | --- | --- |
| 1992 | Термінатор 2: Судний день // Джеймс Кемерон (сценарист/режисер)                                                                                              | |
| 1999 | Вавилон-5 // Джозеф Майкл Стражинськи (автор проєкту) | |
| 2001 | 2000X // Юрій Расовські та Гарлан Еллісон (сценаристи) | |
| 2009 | Дев'ятий округ // Нілл Блумкамп (сценарист/режисер) та Террі Татчелл (сценарист)                                                                             | - Зоряний шлях // Джефрі Джейкоб Абрамс (режисер), Роберто Орці та Алекс Картцман (сценаристи) - Аватар // Джеймс Кемерон (сценарист/режисер) - Місяць // Данкан Джонс (сценарист/режисер) та Натан Паркер (сценарист) - Вперед і вгору // Піт Доктер (сценарист/режисер), Боб Пітерсон та Том Маккарті (сценаристи) - Кораліна у Світі Кошмарів //Генрі Селік (сценарист/режисер) |
| 2010 | Початок // Крістофер Нолан (сценарист/режисер) | - Нікчемний я // П'єр Кофін, Кріс Рено (режисери), Сінко Пол, Кен Дауріо та Сержіо Баблос (сценаристи) - Доктор Хто: «Вінсент і Доктор» // Джонні Кемпбел (режисер) та Річард кертіс (сценарист) - Як приборкати дракона // Дін Деблуа, Кріс Сандерс (сценаристи/режисери) та Вільям Девіс (сценарист) - Скотт Пілігрим проти світу// Едгар Райт (сценарист/режисер) та Майкл Бакалл (сценарист) - Історія іграшок 3 // Лі Анкрич (сценарист/режисер), Майкл Арндт, Джон Лассетер та Ендрю Стентон (сценаристи) |
| 2011 | Доктор Хто: «Дружина Доктора» // Річард Кларк (режисер) та Ніл Ґейман (сценарист)                                                                            | - Змінюючи реальність // Джордж Нолфі (сценарист/режисер) - Чужі на районі // Джо Корніш (сценарист/режисер) - Перший месник // Джо Джонстон (режисер), Крістофер Маркус та Стівен Макфілі (сценаристи) - Хранитель часу // Мартін Скорсезе (режисер) та Джон Лоґан (сценарист) - Опівночі в Парижі // Вуді Аллен (сценарист/режисер) - Початковий код // Данкан Джонс (режисер) та Бен Ріплі (сценарист) |
| 2012 | Звірі дикого Півдня // Бен Зайтлін (сценарист/режисер) та Люсі Алібар (сценарист)                                                                            | - Месники // Джосс Відон (сценарист/режисер) та Зак Пенн (сценарист) - Хижа у лісі // Дрю Годард (сценарист/режисер) та Джосс Відон (сценарист) - Голодні ігри (фільм) // Ґері Росс (сценарист/режисер), Сюзанна Коллінз та Біллі Рей (сценаристи) - Джон Картер: між двох світів // Ендрю Стентон (сценарист/режисер), Марк Ендрюс та Майкл Шабон (сценаристи) - Петля часу // Раян Джонсон (сценарист/режисер) |
| 2013 | Гравітація // Альфонсо Куарон (режисер/сценарист) та Джонас Куарон (сценарист)                                                                               | - Доктор Хто: «День Доктора» // Нік Гарран (режисер) та Стівен Моффат (сценарист) - Європа // Себастьян Кордеро (режисер) та Філіп Гелатт (сценарист) - Вона // Спайк Джонз (режисер/сценарист) - Голодні ігри: У вогні // Френсіс Лоуренс (режисер), Саймон Бофой & Майкл Арндт (сценаристи) - Тихоокеанський рубіж // Гільєрмо дель Торо (режисер/сценарист), Тревіс Бічем (сценарист) |
| 2014 | Вартові галактики // Джеймс Ґанн (сценарист/режисер) та Ніколь Перлман (сценарист)                                                                           | - Бердмен // Алехандро Гонсалес Іньярріту (сценарист/режисер) та Ніколас Джакобоне, Александер Дінеларіс & Армандо Бо (сценаристи) - Перший месник: Друга війна // Крістофер Маркус та Стівен Макфілі (сценаристи) - На межі майбутнього (фільм) // Крістофер Маккуоррі, Джез Баттерворс та Джон-Генрі Баттерворс (сценаристи) - Інтерстеллар // Джонатан Нолан (сценарист) та Крістофер Нолан (сценарист/режисер) - Lego Фільм // Філ Лорд та Крістофер Міллер (сценарист/режисер) |
| 2015 | Шалений Макс: Дорога гніву // Джордж Міллер (сценарист/режисер), Брендан Маккарті, та Ніко Латуріс (сценаристи)                                              | - Ex Machina // Алекс Ґарленд (сценарист/режисер) - Думками навиворіт // Піт Доктер, Ронні дель Кармен (сценаристи/режисери), Мег Лефов, та Джош Кулі (сценаристи) - Джессіка Джонс // Скот Рейнольдс, Маліса Розенберг та Джемі Кінг (сценаристи) - Марсіянин // Рідлі Скотт (режисер) та Дрю Годдард (сценарист) - Зоряні війни: Пробудження Сили // Джефрі Джейкоб Абрамс (сценарист/режисер), Лоуренс Кездан, та Майкл Арндт (сценаристи) |
| 2016 | Прибуття // Ерік Гайссерер (сценарист) | - Доктор Стрендж // Скотт Дерріксон (режисер) та С. Роберт Каргілл (сценарист) - Кубо і легенда самурая // Марк Гаймс та Кріс Батлер (сценаристи) - Бунтар Один. Зоряні Війни. Історія // Кріс Вейтц та Тоні Гілрой (сценаристи) - Край «Дикий Захід»: «The Bicameral Mind» // Ліза Джой та Джонатан Нолан - Зоотрополіс // Джаред Буш та Філ Джонстон |
| 2017 | Пастка / Джордан Піл | - У кращому світі: сезон Гамбіт Майкла / Майкл Шур - Лоґан: Росомаха / Джеймс Менголд, Скотт Френк, Майкл Грін - Форма води / Ґільєрмо дель Торо, Ванесса Тейлор - Зоряні війни: Останні джедаї / Раян Джонсон - Диво-жінка / Петті Дженкінс, Алан Гайнберґ |
| 2018 | Людина-павук: Навколо всесвіту / Філ Лорд, Родні Ротман | - Чорна Пантера / Раян Куглер, Джо Роберт Коул - Брудний комп'ютер / Жанель Моне - У кращому світі: сезон Jeremy Bearimy / Меган Амрам - Тихе місце / Джон Кразінські, Скотт Бек і Браян Вудс - Вибачте, що вас турбую / Бутс Райлі |
| 2019 | Добрі передвісники: серія «Важкі часи» / Ніл Ґейман | - Месники: Завершення / Крістофер Маркус і Стівен Макфілі - Капітан Марвел / Анна Боден, Раян Флек, Женева Робертсон-Дворет - Мандалорець: «Частина 2: Дитя» / Джон Фавро - Матрьошка: серія «The Way Out» / Еллісон Сільверман, Леслі Гедланд - Вартові: серія «Бог заходить в Абар» / Джефф Дженсен, Деймон Лінделоф |
| 2020 | У кращому світі: серія «Кожного разу, коли ти будеш готовий» / Майкл Шур                                                                                     | - Хижі пташки (та фантастична Харлі Квін) / Крістіна Годсон - Простір / Ден Новак - Країна Лавкрафта: 1 сезон / Міша Грін - Мандалорець: серія «Частина 14: Трагедія» / Джон Фавро - Стара гвардія / Грег Рука |
| 2021 | ВандаВіжен: 1 сезон / Пітер Кемерон, Маккензі Дор, Лора Донні, Бобак Есфарджані, Меган МакДоннелл, Джек Шеффер, Кемерон Сквайрз, Гретхен Ендерс, Чак Гейворд | - Енканто: Світ магії / Чаріз Кастро Сміт, Джаред Буш, Байрон Говард, Джейсон Хенд, Ненсі Круз, Лін-Мануель Міранда - Легенда про Зеленого лицаря / Девід Лоурі - Локі: 1 сезон / Біша К. Алі, Елісса Карасік, Ерік Мартін, Майкл Волдрон, Том Кауфман, Джесс Двек - Шан-Чі та легенда десяти кілець / Девід Калагам, Дестін Деніел Креттон, Ендрю Ленгем - Космічні чистильники / Джо Сон Хі - Чим ми займаємося в тінях: 3 сезон / Джейк Бендер, Зак Данн, Шана Год, Сем Джонсон, Кріс Марсіл, Вільям Мені, Сара Нафталіс, Стефані Робінсон, Маріка Соєр, Пол Сіммс, Лорен Веллс |
| 2022 | Все завжди і водночас / Ден Кван і Денієл Шайнерт | - Андор: серія «Звідси один шлях»/ Бо Віллімон, Тоні Гілрой - Ноу / Джордан Піл - Наш прапор означає смерть: 1 сезон / Девід Дженкінс, Еліза Хіменес Коссіо, Задрі Феррер-Геддес, Вільям Мені, Медді Дай, Алісса Лейн, Джон Махоун, Сімона Натан, Наталі Торрес, Закері Александер Стівенс, Алекс Дж. Шерман, Джес Том, Адам Стайн - Пісочний чоловік / Ніл Гейман, Лорен Белло, Ванесса Бентон, Майк Дрінгенберг, Сем Кіт, Кетрін Сміт-Макмаллен, Гізер Беллсон, Джим Камполонго, Джей Франклін, Остін Гузман, Олександр Ньюман-Вайз, Амені Розса, Девід С. Гоєр, Аллан Гайнберг - Розрив / Ден Еріксон, Кріс Блек, Ендрю Колвілл, Аманда Овертон, Анна Уянг Монч, Хелен Лі, Карі Дрейк, Марк Фрідман |
| 2023 | Барбі / Грета Гервіг, Ной Баумбах | - Німона / Роберт Л. Берд, Ллойд Тейлор, Памела Рібон, Марк Геймс, Нік Бруно, Трой Куейн, Кіт Бунін, Нейт Стівенсон - Останні з нас: серія «Багато-багато часу» / Ніл Дракманн, Крейг Мазін - Підземелля і дракони: Честь злодіїв / Джонатан Голдштейн, Джон Френсіс Дейлі, Майкл Гіліо, Кріс МакКей - Людина-павук: Крізь Всесвіт / Філ Лорд, Крістофер Міллер, Девід Каллагем - Хлопчик і чапля / Міядзакі Хаяо |